# 더 라스트: 나루토 더 무비
《더 라스트: 나루토 더 무비》(영어: THE LAST -NARUTO THE MOVIE-)는 2014년 공개된 일본의 애니메이션 영화로, 만화 《나루토》를 원작으로 한 텔레비전 애니메이션의 10번째 극장판 작품이다. 본 작품은 원작 699화와 700화 사이의 이야기를 다룬 극장판이다.

## 한국어판

### 극장 방영 기준

#### 목소리 출연
- 이선주 - 나루토 / 꼬마 나루토 役
- 정유미 - 히나타 / 꼬마 히나타 役
- 여민정 - 사쿠라 役
- 박성태 - 사이 / 츠치카게 役
- 정명준 - 시카마루 役
- 김영선 - 토네리 / 사스케 役
- 손원일 - 카카시 役
- 정혜옥 - 하나비 役
- 김기흥 - 이루카 役
- 김영찬 - 쵸지 / 코테츠 役
- 김현심 - 학생 쵸지 役
- 이계윤 - 이노 / 보루토 役
- 홍범기 - 리 / 키바 役
- 시영준 - 가이 / 해설 役
- 정승욱 - 히아시 / 쿠라마 役
- 한신정 - 코노하마루 / 시녀장 役
- 한채언 - 가아라 役
- 유해무 - 라이카게 役
- 양정화 - 미즈카게 役
- 이장원 - 킬러비 役
- 송도영 - 츠나데 役
- 이지영 - 카츠유 / 스즈네 役
- 이용신 - 쿠레나이 / 히미와리 役
- 최재호 - 하야테 / 테우치 役
- 송준석 - 페인 / 하무라 役

#### 우리말 제작
- 더빙번역: 정은
- 기술용어감수: 정영인
- 더빙/믹싱: 두지현, 박지혜
- 더빙연출: 조일오, 유선주, 정혜수

### 텔레비전(투니버스) 방영 기준

#### 목소리 출연
- 엄상현 - 나루토 役
- 이선주 - 어린 나루토 役
- 정유미 - 히나타 役
- 류승곤 - 토네리 役
- 김영선 - 사스케 役
- 여민정 - 사쿠라 役
- 김영찬 - 쵸지 役
- 정명준 - 시카마루 役
- 박성태 - 사이 役
- 송도영 - 츠나데 役
- 김승준 - 카카시 役
- 김래환 - 가아라 役
- 이계윤 - 이노 役
- 시영준 - 가이 役
- 홍범기 - 리 役
- 현경수 - 키바 役
- 한신정 - 코노하마루 役
- 유해무 - 라이카게 役
- 양정화 - 미즈카게 役
- 권혁수 - 츠지카게 役
- 이자명 - 시즈네 役
- 김기흥 - 이루카 役
- 이장원 - 킬러비 役
- 이근욱 - 하무라 役
- 한신 - 히아시 役
- 김정은 - 칸쿠로 役
- 정혜옥 - 하나비 役
- 최재호 - 하야테 役
- 송준석 - 페인 役
- 김태훈 - 해설 役
- 서윤선 - 코테츠 役
- 민응식 - 구미 役
- 이용신 - 쿠레나이 / 테마리 役
- 김광국 - 이즈모 役
- 권성혁 - 포장마차 남자 / 장군 役
- 김현심 - 시녀장 / 어린 쵸지 役
- 정혜원 - 관측 役
- 김가령 - 카츠유 役
- 김율
- 강새봄
- 강성우
- 김다올
- 김도희
- 박시윤
- 유영
- 이상호
- 홍승효

#### 우리말 제작
- 화면수정: 서선지, 엄지현, 김수인, 김수지
- 종합편집: 송찬미
- 녹음&믹싱: 파린슐츠
- 번역: 정영인
- 우리말 연출: 유선주
- 우리말 제작: Tooniverse